# Fonds européen de développement régional
Pour les articles homonymes, voir Feder.
Le Fonds européen de développement régional ou FEDER est l'un des fonds structurels et d'investissement européens de l'Union européenne. Il vise à renforcer la cohésion économique et sociale au sein de l’Union européenne en corrigeant les déséquilibres régionaux.

## Origine et développement du FEDER
Après l'élargissement de 1973, les inégalités au sein de la Communauté économique européenne étaient de plus en plus importantes. Dès la conférence des États de Paris en 1972, il avait été reconnu nécessaire de mettre en place une politique de développement régional, d'autant plus que les statuts du traité de Rome signé en 1957 fixaient déjà comme objectif de réduire les disparités régionales, sans pour autant suggérer un instrument pour le faire.
Créé en 1975, le Fonds européen de développement régional (FEDER) est un des instruments financiers de l'Union européenne. Sa mission principale est de participer au financement des programmes de développement local présentés par les États membres à la Commission européenne visant en particulier à réduire les déséquilibres régionaux et l'écart entre les niveaux de développement des diverses régions de l’Union européenne.
En favorisant la réduction des disparités régionales et le développement équilibré des régions européennes, le FEDER s'intègre ainsi parmi les outils destinés à servir la politique de cohésion économique et sociale inscrite dans le traité d'Amsterdam et dans le traité de Maastricht.
Pour obtenir une aide du FEDER, les porteurs de projets doivent présenter un projet correspondant aux priorités qui sont définies dans la politique de cohésion.
En France, les organismes chargés d'évaluer l'éligibilité des projets sont les secrétariats généraux aux affaires régionales (SGAR) présents dans chaque préfecture de région. Depuis la Loi MAPTAM, du 27 janvier 2014, les conseils régionaux sont devenus autorité de gestion d'une partie des programmes FEDER/FSE pour la programmation 2014/2020.

## Utilisation du FEDER - programmation 2000-2006

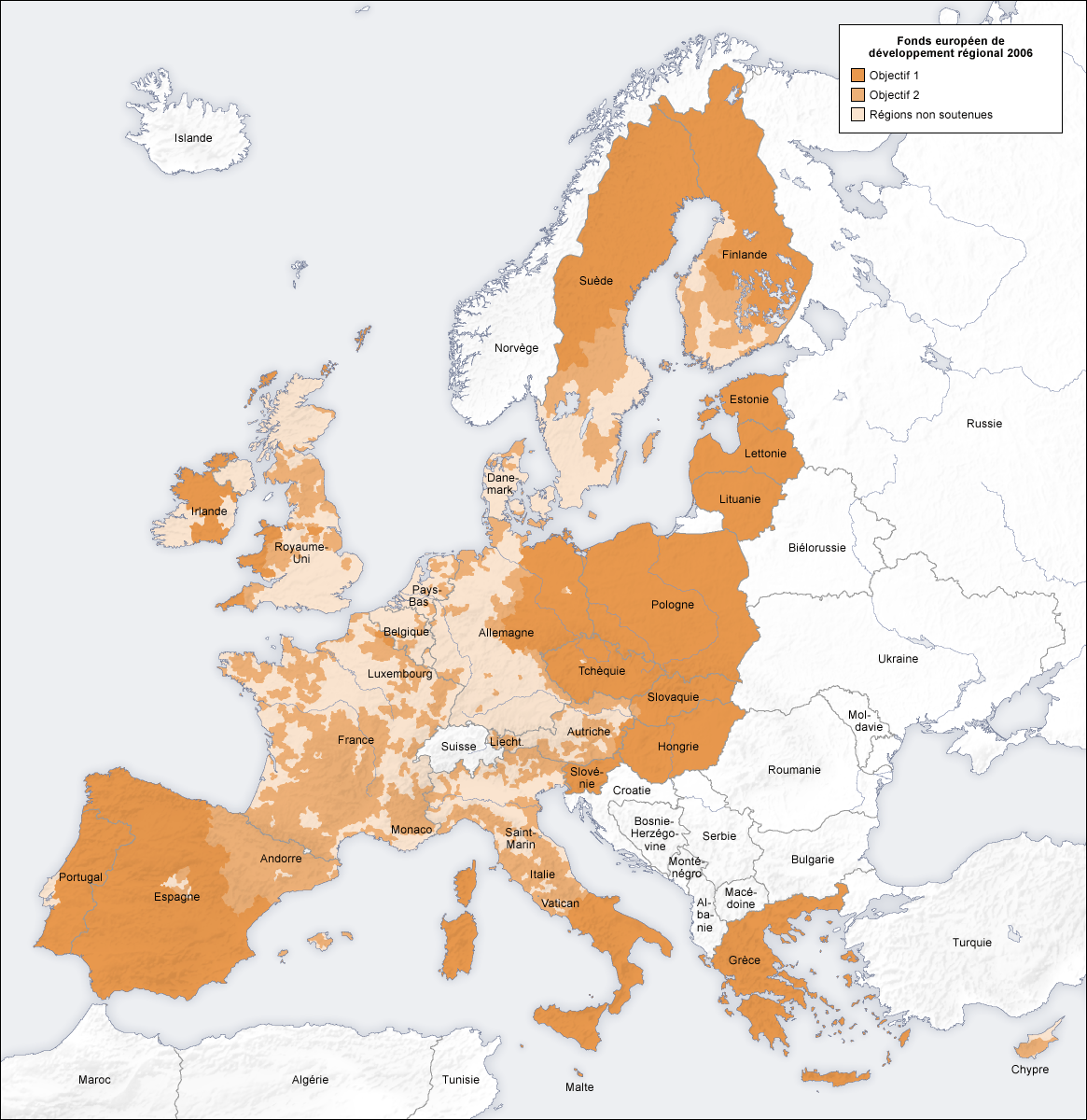
Carte des régions éligibles au Fonds européen de développement régional entre 2004 et 2006

### Au niveau national
Pendant la programmation 2000-2006, le FEDER a participé au financement :
- d’investissements productifs permettant la création ou le maintien d'emplois durables (comme en France) ;
- d'investissements en infrastructures (comme des autoroutes en Espagne et au Portugal) ou en France avec le désensablement du mont Saint-Michel ou le développement de sites industriels dans les Alpes ;
- du développement du potentiel endogène par des mesures d'animation et de soutien aux initiatives de développement local et d'emploi et aux activités des petites et moyennes entreprises.

Il a servi également au financement d’actions novatrices, c'est-à-dire des projets pilotes qui proposent des solutions nouvelles en matière de développement régional et local et des échanges d'expériences novatrices visant à mettre en valeur et à transférer l'expérience acquise.

### Au niveau régional
Au niveau régional, le FEDER a promu durant la période l'attractivité et l'excellence territoriale pour les investissements et l'emploi. Cette stratégie était composée de trois thèmes principaux correspondant à de grandes politiques sectorielles ayant un fort impact territorial :
- innovation et économie de la connaissance ;
- environnement et prévention des risques ;
- accès aux services de transport et de télécommunications d'intérêt économique régional.

Ces trois thèmes devaient intégrer l'égalité des chances entre les femmes et les hommes.

## Utilisation du FEDER - programmation 2007-2013

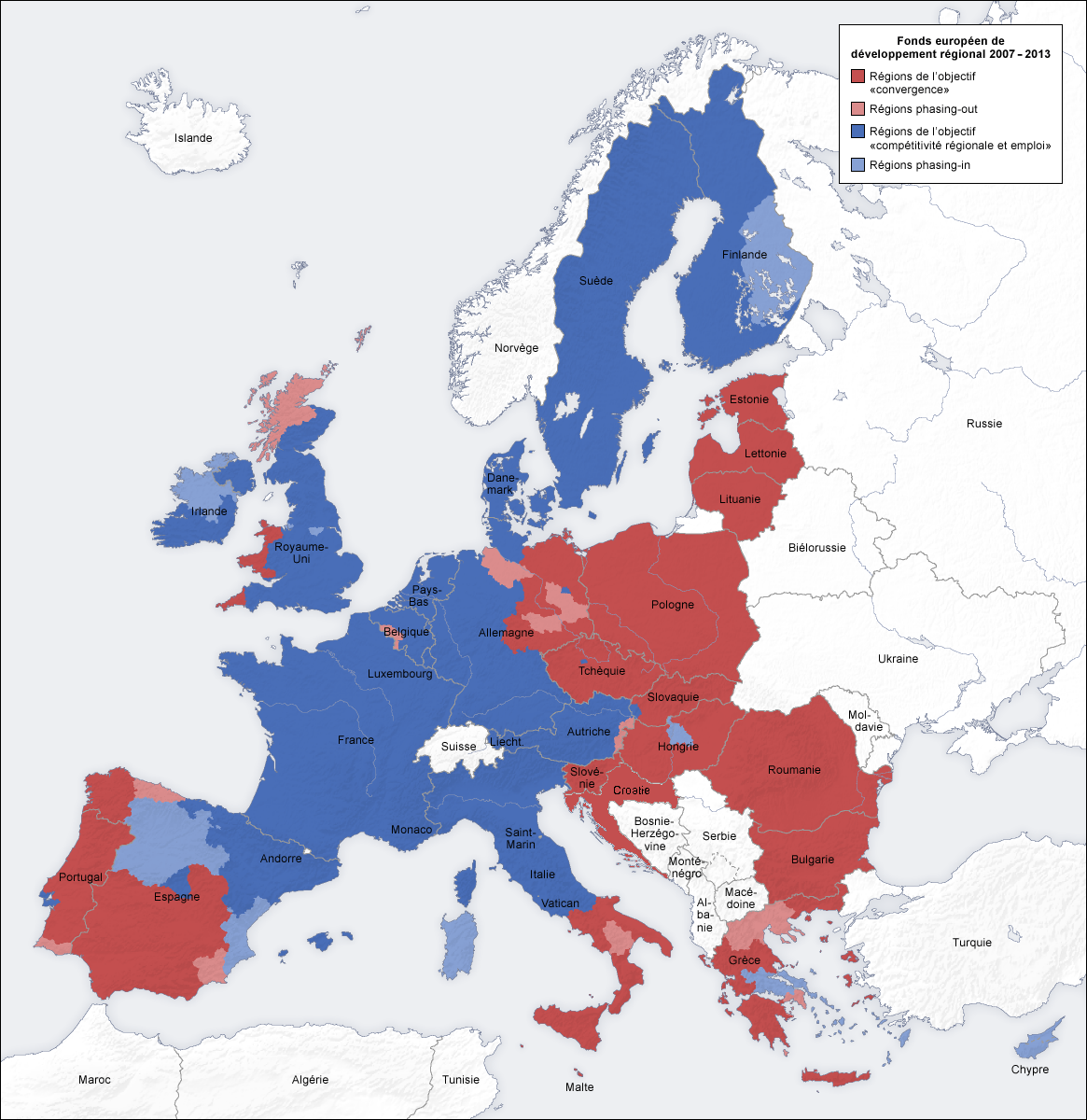
Les principales régions d'intervention du Fonds européen de développement régional entre 2007 et 2013.

### Au niveau national
Le FEDER peut financer actuellement :
- des aides directes aux investissements des entreprises (en particulier les TPE/PME) afin de créer des emplois durables ;
- des infrastructures liées notamment à la recherche et l’innovation, aux télécommunications, à l’environnement, à l’énergie et au transport ;
- des instruments financiers (fonds de capital-risque, fonds de développement local, etc.) dans le but de soutenir le développement régional et local et favoriser la coopération entre les villes et les régions ;
- des mesures d'assistance technique.

60 % de l'ensemble des dépenses totales des programmes financés par le FEDER, devront, au niveau national, se concentrer sur l'innovation, le soutien aux entreprises et les énergies renouvelables. Il s'agit en fait de stimuler la recherche et le développement, inciter à l'esprit d'entreprise, encourager les démarches innovantes et promouvoir l'usage des technologies de l'information et de la communication.
L'objectif est donc de créer un environnement propice à la croissance et à la compétitivité des acteurs et des territoires. Concrètement, cet objectif passe par la promotion des partenariats ou encore la mise en place de stratégies de développement durable.

### Au niveau régional
Le FEDER peut intervenir au titre des trois objectifs de la politique de cohésion :
- convergence ;
- compétitivité régionale et emploi ;
- coopération territoriale européenne.

Le FEDER accorde par ailleurs une attention particulière aux spécificités territoriales. L'action du FEDER essaie de pallier les problèmes économiques, environnementaux et sociaux dans les villes.
Les zones à « handicaps » géographiques naturels (régions insulaires, montagneuses ou peu peuplées) bénéficient d’un traitement privilégié. Les régions ultra-périphériques bénéficient également d’une aide spécifique afin de compenser leur éloignement.
Les orientations du FEDER pour la période 2007-2013 sont issues de la stratégie de Lisbonne et de la stratégie de Göteborg.

## Préparation de la programmation du FEDER 2014-2020

Carte des différentes régions éligibles au Fonds européen de développement régional entre 2014 et 2020.

Un nouveau « programme opérationnel » est en préparation, négocié entre la Commission, le Parlement européen et les États-membres. Une première proposition de budgets et de règlements a été établie par la Commission en 2011, ainsi qu'un cadre dit « Stratégie Europe 2020 » suivie d'un accord sur le cadre financier pluriannuel des 7 et 8 février 2013 entre les États-membres. Cet accord, dans le contexte de la crise de 2008 prévoit un budget à la baisse mais, afin de renforcer la cohésion économique, sociale et territoriale, avec création d'une catégorie « Régions en transition » (qui pourraient être, selon une proposition de 2012, celles dont le PIB par habitant est situé entre 75 % et 90 % de la moyenne communautaire, et de possibles allocations complémentaires pour les régions dont le chômage des jeunes dépasse 25 %.
Chaque État-membre établira un « accord de partenariat » (qui remplacera l'ancien cadre de référence stratégique national ou CRSN) et répartira les fonds européens dans différents programmes opérationnels (PO).

## Analyses critiques
Globalement le FEDER et ce type de fonds sont appréciés pour leur aide aux régions en situation difficile. Théoriquement des critères d'éligibilité sont appliqués par les autorités de gestions de chaque pays, et par l'Europe, de manière que l'usage de ces fonds ne contredise pas les principes du développement soutenable affichés par l'Europe. 
En 2016, dans un rapport publié le 26 janvier 2016, un collectif d'ONG (du réseau CEE Bankwatch et Friends of the Earth Europe ou FoE), alerte cependant quant à un mésusage des fonds et à un déficit de prise en compte des critères  environnementaux (climatiques notamment) au sein de plusieurs pays européens. Des fonds théoriquement dédiés à la transition énergétique sont ainsi massivement détournés dans plusieurs pays d'Europe centrale et de l'Est au profit du secteur des énergies fossiles : 7 % seulement des 178 milliards d'euros de Fonds européens de développement régional et de cohésion reçus par ces pays, financeront réellement des énergies renouvelables, l'efficacité énergétique et les réseaux intelligents. À titre d'exemple, des centrales à charbon remplaceront d'autres centrales à charbon (anciennes) en Pologne. Le gaz de schiste sera subventionné en Estonie, alors que la Croatie et l'Estonie agrandiront leurs aéroports, grâce à ces fonds, en contradiction avec l'article 8 du règlement 1303/2013 sur les dispositions communes aux différents Fonds régionaux.  6 autres pays sont concernés : La Lituanie, la République tchèque, la Slovaquie, la Hongrie, la Roumanie et la Croatie.

Les auteurs formulent des recommandations concernant notamment la planification, l'évaluation et le reporting.